# Гонсалвес Диас, Антониу
Антонио Гонсалвес (Гонсалвис, Гонсалвиш) Диас (исп. Antônio Gonçalves Dias; 10 августа 1823, Кашиас, Мараньян, Бразильская империя — 3 ноября 1864, Гимарайнс, Мараньян, Бразильская империя) — бразильский поэт, драматург, учёный, этнограф, юрист и лингвист, фольклорист. Видный представитель бразильского романтизма и раннего периода литературно-художественного движения индианизма. Член Бразильской академии литературы. Считается национальным поэтом Бразилии.

## Биография
Сын португальца и матери-самбо, у которой были индейские и чернокожие предки.

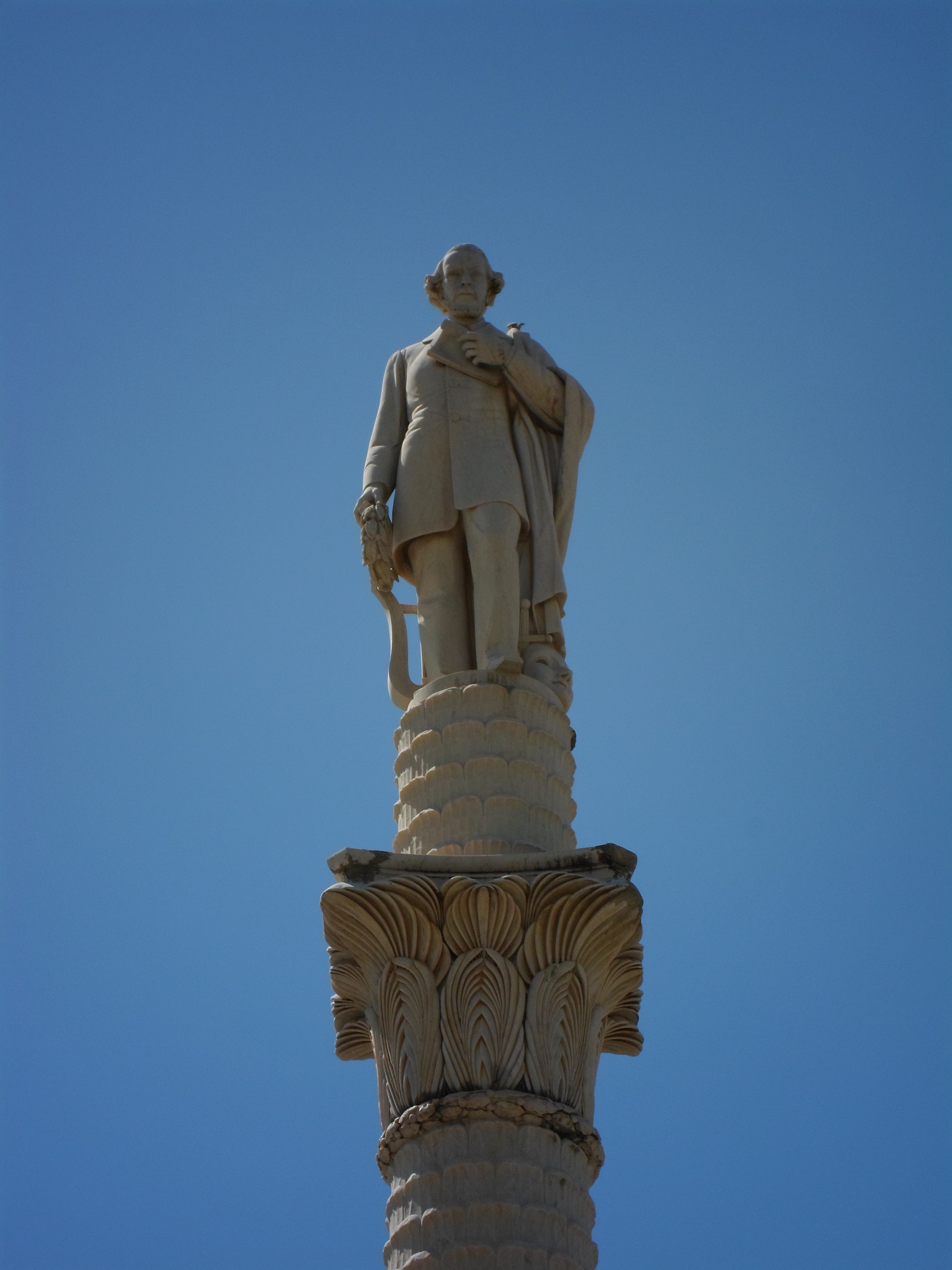
Памятник поэту в Сан-Луис (Мараньян)

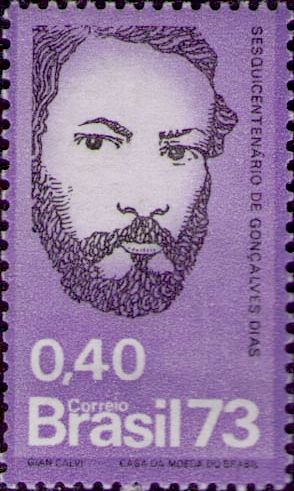
Антонио Гонсалвес Диас. Почтовая марка Бразилии, автор Д. Кальви. 1973 г.

С 1838 года воспитывался в Португалии, изучал философию и право в Коимбрском университете. Там же получил степень в области права. Вернувшись в 1845 году на родину, занял кафедру истории в Коллегии Педро II в Рио-де-Жанейро. В 1851 получил место в министерстве иностранных дел, а в 1855—1858 был отправлен Европу с научной миссией, где изучал систему государственного образования в учебных заведениях.
В качестве этнографа участвовал в нескольких экспедициях. Будучи членом член Научной комиссии, занимался исследованиями жизни индейцев на реках Риу-Негру и Мадейра.
В 1862—1864 годах заболел и лечился на европейских курортах. На обратном пути из Франции в Бразилию в 1864 году на корабле «Ville de Boulogne», попал в кораблекрушение в заливе у берегов Гимарайнса. Все пассажиры спаслись, кроме Диаса, который спал в своей нижней каюте и не проснулся вовремя, чтобы посмотреть, что происходит; в результате — утонул.

## Творчество
Ещё живя в Рио-де-Жанейро, А. Гонсалвес Диас сотрудничал со многими журналами, сам издавал журнал «О Guanabara», имевший влияние на литературное движение Бразилии.
Стал известен в мире поэзии после издания первого стихотворного сборника «Primeiros Cantos» (1846), за которым последовали вскоре «Sequundos Cantos» (1848) и «Ultimos Cantos» (1850). Его стихотворение «Песня изгнания» (1846) — лирическое переживание национального, жемчужина бразильской поэзии, открывающее все хрестоматии. Удивительно музыкальное и простое, сложенное из нескольких слегка варьирующихся фраз, это стихотворение с детства памятно каждому бразильцу.
Стихи А. Гонсалвеса Диаса отличаются изяществом формы, свежестью чувства и музыкальностью ритма. Главная заслуга поэта — стремление придать национальное направление бразильской литературе. Его легенды, баллады и песни о жизни туземцев отличаются национальным колоритом. А. Гонсалвес Диас написал несколько драм и неоконченную эпическую поэму «Os Tymbiras» (1857). Оставил несколько сочинений по истории, этнографии и лингвистике Бразилии.
Автор драмы «Леонор де Мендонса», написанной А. Гонсалвисом Диасом в 1846 г. — один из наиболее важных манифестов раннего бразильского романтизма.

## Избранные произведения
Поэзия
- Primeiros Cantos (1847)
- Segundos Cantos (1848)
- Sextilhas de Frei Antão (1848)
- Últimos Cantos (1851)
- I-Juca-Pirama (1851)
- Os Timbiras (1856)
- Cantos (1856)

Пьесы
- Patkull (1843)
- Beatriz Cenci (1845)
- Leonor de Mendonça (1847)
- Boabdil (1850)

Другое
- Meditação (неокончено, 1850)
- Dicionário da Língua Tupi (словарь языка тупи, 1856)

## Память
- Именем поэта назван бразильский город Гонсалвис-Диас (штат Мараньян) и река Гонсалвис-Диас, приток реки Парана на юге Бразилии.
- Многие площади и улицы по всей Бразилии носят его имя.
- В г. Сан-Луис (Мараньян) установлен памятник.